# Asiatiska barbetter
Asiatiska barbetter (Megalaimidae) är en familj med hackspettartade fåglar som tidigare, tillsammans med alla barbetter, fördes till den stora familjen Capitonidae. Familjen består av drygt 30-talet arter som förekommer i skogsområden från Tibet till Indonesien. 

## Utseende
Asiatiska barbetter ser oftast kraftiga ut med stort huvud och den kraftiga näbben har borst vid roten. Den största arten är större barbett (Psilopogon virens) som väger 210 gram och mäter 33 cm och bland de hackspettartade fåglarna är det bara vissa arter av tukaner som är större.

## Ekologi

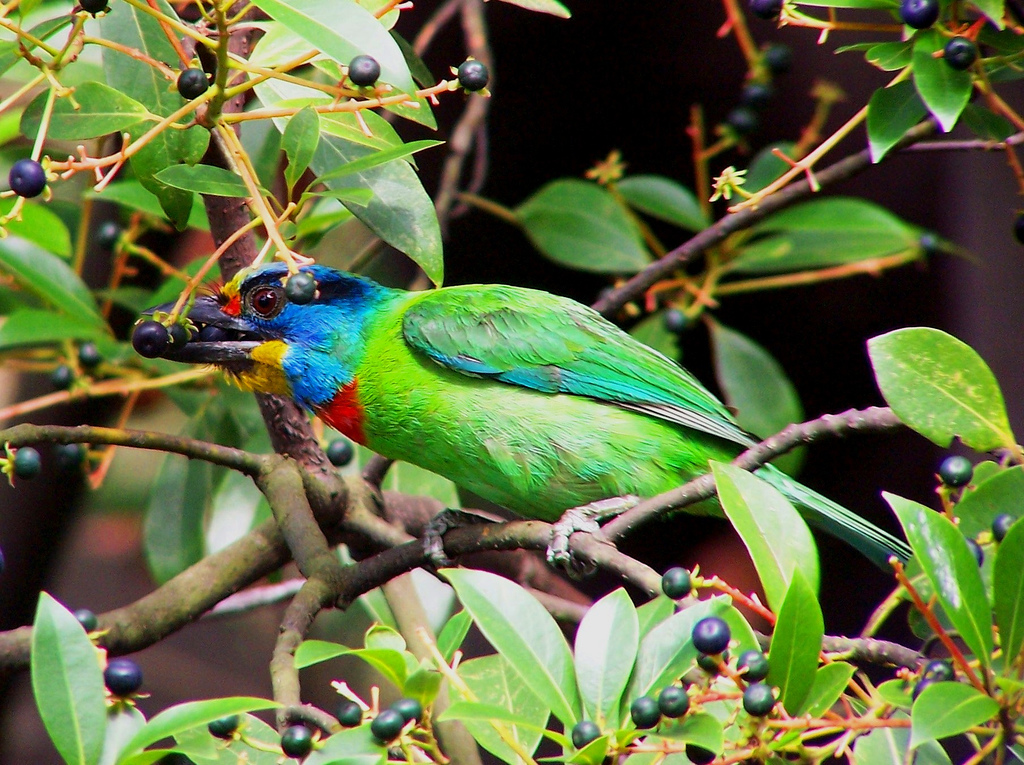
Merparten av de asiatiska barbetterna har frukt som sin huvudsakliga födokälla. Här en taiwanbarbett.

Asiatiska barbetter förekommer främst i djupa skogar men kopparslagarbarbett har anpassat sig till ett liv i utkanten av skogen och i buskmarker. Asiatiska barbetter lever till största delen ensamma och de äter insekter och frukt. Fikon av släktet Ficus utgör den viktigaste födokällan för hela familjen och i stora fikonträd kan ett flertal arter förekomma samtidigt. Utöver fikon tar de en mängd olika frukter från träd och buskar och en art kan leva av upp till sextio olika arter av frukt inom sitt utbredningsområde. De besöker även odlingar där de tar frukt och grönsaker. Frukterna tas hela och osmältbara delar, som kärnor, spys upp i efterhand, ofta precis innan den sjunger. Till skillnad från tukanerna undviker de oftast att spy upp material i sitt bo. Barbetter bedöms som mycket viktiga för tropiska träds spridning av kärnor.
Utöver frukt tar de även leddjur som de plockar från grenar och stammar, bland annat myror, cikador, trollsländor, gräshoppor, skalbaggar, fjärilar och bönsyrsor. De tar även skorpioner och enkelfotingar och även ett fåtal arter små ryggradsdjur som ödlor, grodor och geckoödlor.
Häckningsförhållandena är relativt okända för många av arterna. Som hos många arter inom ordningen Piciformes hackar de ut bohålor i träd och lägger vanligtvis mellan 2 och 4 ägg som ruvas i 13–15 dagar.

## Hot och status
Merparten asiatiska barbetter har sällan kontakt med människan men vissa arter, som större barbett och streckad barbett besöker odlingar och fruktträdgårdar, speciellt i Indien, där de ibland utsätts för gifter eller infångas för burfågelmarknaden. Ingen av de asiatiska barbetterna bedöms som hotad men flera arter är känsliga för avskogning och kräver gammelskog för att trivas. Exempelvis kan nämnas att av de ursprungliga arterna i Singapore är det bara rödkronad barbett som finns kvar eftersom den accepterar sekundärskog och samtidigt har kopparslagabarbetten koloniserat området sedan 1960-talet.

## Systematik
Tidigare placerades alla barbetter i en och samma familj, Capitonidae. DNA-studier har dock visat att de amerikanska barbetterna står närmare tukanerna än både de afrikanska och asiatiska barbetterna. Det har fått de flesta taxonomiska auktoriteterna att betrakta dem som tre skilda familjer. Vissa tolkar resultaten dock så att alla barbetter, inklusive tukanbarbetterna, inkluderas i familjen tukaner (Ramphastidae).
Tidigare fördes alla familjens arter utom eldtofsbarbett (Psilopogon pyrolophus) och brunbarbett (Caloramphus fuliginosus) till släktet Megalaima. Sentida genetiska studier har dock visat att eldtofsbarbett tillhör samma klad som Megalaima-arter varför alla dessa placeras i samma släkten, där Psilopogon har prioritet. Samma studier visar också att brunbarbett bättre beskrivs som två arter.
Det är inte klarlagt om släktet Capitonides, känt från början och mitten av miocen (tolv till 23 miljoner år sedan) i Europa, tillhör denna familj eller de afrikanska barbetterna (Lybiidae).
Inom släktet Psilopogon är artgränserna för vissa artkomplex omtvistade.

## Arter i taxonomisk ordning
Artlistan nedan följer den Tex and Leonard 2013, medan artantalet om 35 arter följer IOC, med kommentarer om avvikelser.
- Släkte Calorhamphus
  - Brunbarbett (Caloramphus fuliginosus)
  - Sotbrun barbett (Caloramphus hayii)
- Släkte Psilopogon
  - Kopparslagarbarbett (Psilopogon haemacephalus)
  - Malabarbarbett (Psilopogon malabaricus)
  - Ceylonbarbett (Psilopogon rubricapillus)
  - Borneobarbett (Psilopogon eximius)
  - Svartörad barbett (Psilopogon duvaucelii)
  - Blåörad barbett (Psilopogon cyanotis)
  - Gulörad barbett (Psilopogon australis)
  - Eldtofsbarbett (Psilopogon pyrolophus)
  - Större barbett (Psilopogon virens)
  - Rödgumpad barbett (Psilopogon lagrandieri)
  - Rödkronad barbett (Psilopogon rafflesii)
  - Rödstrupig barbett (Psilopogon mystacophanos)
  - Javabarbett (Psilopogon javensis)
  - Guldnackad barbett (Psilopogon pulcherrimus)
  - Gulkronad barbett (Psilopogon henricii)
  - Eldpannad barbett (Psilopogon armillaris)
  - Grönörad barbett (Psilopogon faiostrictus)
  - Streckad barbett (Psilopogon lineatus)
  - Brunhuvad barbett (Psilopogon zeylanicus)
  - Vitkindad barbett (Psilopogon viridis)
  - Gulpannad barbett (Psilopogon flavifrons)
  - Guldstrupig barbett (Psilopogon franklinii)
  - Halsbandsbarbett (Psilopogon auricularis)
  - Bergbarbett (Psilopogon monticola)
  - Brunstrupig barbett (Psilopogon corvinus)
  - Gulskäggig barbett (Psilopogon chrysopogon)
  - Mustaschbarbett (Psilopogon incognitus)
  - Kinesisk barbett (Psilopogon faber)
  - Taiwanbarbett (Psilopogon nuchalis)
  - Turkosstrupig barbett (Psilopogon chersonesus)
  - Svartbrynad barbett (Psilopogon oorti)
  - Indokinesisk barbett (Psilopogon annamensis)
  - Blåstrupig barbett (Psilopogon asiaticus)